# آتیراهاپیتیا
آتیراهاپیتیا (به لاتین: Atirahapitiya) یک منطقهٔ مسکونی در سری‌لانکا است که در استان مرکزی (سری‌لانکا) واقع شده‌است.